# Викрамасингхе, Ранил
Рани́л Викрамаси́нгхе (синг. රනිල් වික්‍රමසිංහ, там. ரணில் விக்கிரமசிங்க; род. 24 марта 1949, Доминион Цейлон) — государственный и военный деятель Шри-Ланки. Лидер Объединённой национальной партии Шри-Ланки (ОНП) с 1994 года, премьер-министр Шри-Ланки в 1993—1994, 2001—2004, 2015—2018, 2018—2019 годах и с 12 мая по 20 июля 2022 года. Президент Шри-Ланки с 20 июля 2022 года по 23 сентября 2024 года. До этого исполнял обязанности президента страны с 15 июля.

## Биография
Ранил Викрамасингхе родился 24 марта 1949 года в семье медиамагната Эсмонда Викрамасингхе. Получал образование в Королевском колледже и в Колледже права Коломбо. Успешный юрист, Викрамасингхе вступил в Объединённую национальную партию Шри-Ланки (ОНП) в начале 1970-х годов по приглашению своего дяди, будущего первого президента Шри-Ланки Джуниуса Джаявардене. Впервые избран в парламент в 1977 году. Он стал первым депутатом с высшим образованием, которое было получено в рамках бесплатного образования.
С 1977 по 1978 год занимал пост заместителя министра иностранных дел. С 1978 года — министр по делам молодёжи и занятости. С 1980 по 1989 год являлся министром образования. С 1989 по 1993 год занимал пост спикера парламента. После убийства Ранасингхе Премадасы террористами из организации «Тигры освобождения Тамил-Илама» впервые был избран премьер-министром Шри-Ланки в мае 1993 года и занимал этот пост до августа 1994 года.
На парламентских выборах 1994 года ОНП впервые за 17 лет потерпела поражение от Партии свободы Шри-Ланки (ПСШЛ). Возглавив ОНП в ноябре того же года, Викрамасингхе стал лидером оппозиции.
В 1999 году президент Чандрика Кумаратунга заявила о проведении досрочных президентских выборов, на которых Викрамасингхе стал кандидатом от ОНП. Шансы двух кандидатов считались практически равными, однако за два дня до выборов на Кумаратунгу было совершено покушение, и в результате она смогла одержать победу в первом туре.
Однако в 2001 году в Народном альянсе произошёл раскол, и в результате Кумаратунга объявила о проведении досрочных парламентских выборов. На них ОНП получила большинство, и Викрамасингхе возглавил правительство.
Практически сразу после прихода к власти Викрамасингхе подписал с ТОТИ соглашение о перемирии и инициировал начало мирных переговоров при посредничестве Норвегии. Экономический рост во время его правления составлял 6 % ежегодно; резко снизилась инфляция. Однако страну сотрясали многочисленные коррупционные скандалы; обвинения были предъявлены многим членам ОНП. К 2003 года переговоры с ТОТИ постепенно зашли в тупик; тамилы всё настойчивее требовали создания федеративного государства. Это не устраивало президента Кумаратунгу, и в ноябре она объявила чрезвычайное положение, пока Викрамасингхе находился с визитом в США. Взяв на себя полномочия министров обороны, печати и внутренних дел, она резко ограничила власть ОНП и назначила новые парламентские выборы на апрель 2004 года ОНП завоевала на них больше голосов, чем любая другая партия, но ПСШЛ сумела образовать коалицию с левой сингальской националистической партией «Джанатха Вимукти Перамуна» и сформировать правительство во главе с Махиндой Раджапаксе.
Летом 2005 года коалиция распалась, однако ОНП согласилась не добиваться отставки правительства. На президентских выборах в ноябре 2005 года Викрамасингхе проиграл Раджапаксе (48,2 % против 50,7 %), чему в немалой степени способствовала низкая активность тамильского электората в северных и восточных районах страны.
Викрамасингхе возглавлял правительство с декабря 2001 по апрель 2004 года, с января 2015 по октябрь 2018 года (третий и четвёртый кабинеты), с декабря 2018 по ноябрь 2019 года.
В мае 2022 года Ранил Викрамасингхе в шестой раз возглавил правительство. Это стало рекордом в политической истории Шри-Ланки.
9 июля 2022 года канцелярия премьер-министра объявила, что Викрамасингхе готов уйти в отставку, чтобы освободить место для всепартийного правительства, поскольку в тот день протестующие штурмовали и сожгли его резиденцию. Позже вечером протестующие ворвались в дом 115 Fifth Lane, частную резиденцию Викрамасингхе в Коломбо, и подожгли её.
13 июля президент Шри-Ланки Готабая Раджапакса подал в отставку и бежал из страны на Мальдивы. Ранил Викрамасингхе сменил Раджапаксу и занял пост президента в качестве исполняющего обязанности, а также спустя некоторое время ввел чрезвычайное положение на Шри-Ланке. Спикер парламента Махинда Япа Абейвардена заявил, что 13 июля не получил заявления об отставке Готабая Раджапаксы.
Став исполняющим обязанности президента, Викрамасингхе запретил использование почётного титула для президента «Его Превосходительство» и официально отменил использование президентского флага.
20 июля спикер парламента Махинда Япа Абеивардена объявил о том, что согласно итогам парламентского голосования Ранил Викрамасингхе был избран на должность президента Шри-Ланки, набрав в общей сложности 134 голоса. Депутат Дуллас Алахапперума занял второе место с 82 голосами, а депутат Анура Кумара Диссанаяке получил 3 голоса. 21 июля принял присягу в парламенте.
21 сентября 2024 года проиграл прямые президентские выборы Ануре Кумаре Диссанаяке, заняв третье место с 17.27% голосов.